# Bote de cola larga

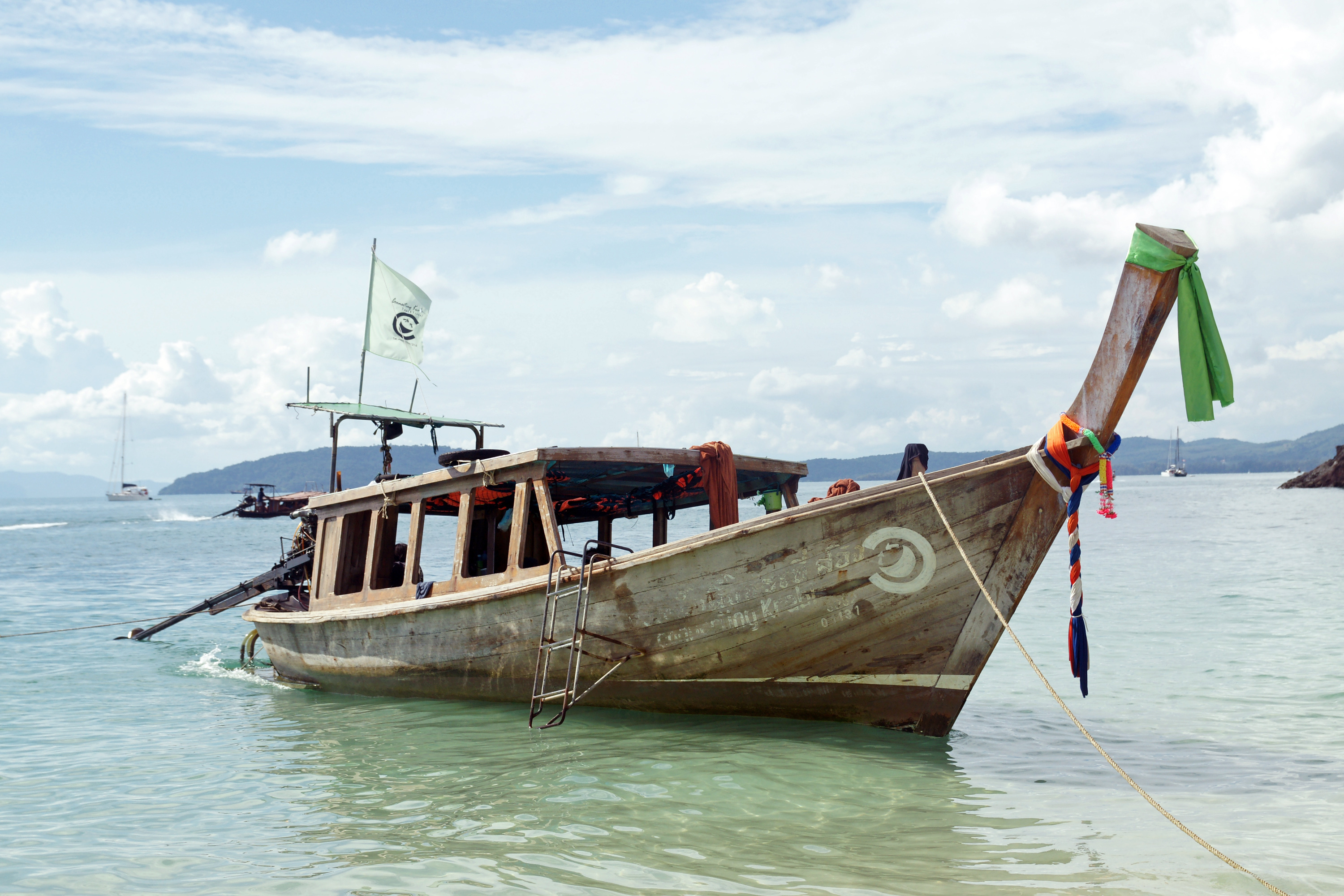
Bote de cola larga en Krabi, Tailandia

El barco de cola larga (en tailandés: รือ หางยาว , RTGS: ruea hang yao) es un tipo de embarcación originaria del Sudeste Asiático que utiliza un motor común de automóvil como fuente de energía, por su fácil disponibilidad y mantenimiento. Una embarcación diseñada para transportar pasajeros en un río puede incluir un casco de canoa largo y liviano, de hasta 30 metros, y un toldo. Existe una gran variación entre estos barcos, algunos han evolucionado a partir de los tipos de embarcaciones tradicionales, mientras que otros tienen un aspecto más improvisado. La única característica definitoria es el uso de un motor adaptado de automóvil o camión de segunda mano.
Este motor se monta invariablemente en un polo con forma de torrecilla interior que puede girar 180 grados, lo que permite la dirección de la embarcación por empuje vectorial. La hélice se monta directamente en el eje de transmisión sin engranajes ni transmisión adicionales. Por lo general, el motor también gira hacia arriba y hacia abajo para proporcionar un "engranaje neutral" donde la hélice no toca el agua. El eje de transmisión debe extenderse varios metros de varilla de metal para colocar correctamente la hélice, dando al barco su nombre y apariencia distintiva. Las ventajas del motor interno con un eje de transmisión largo incluyen mantener el motor relativamente seco. Siguiendo el patrón de diseño básico, se puede conectar una variedad de motores a una variedad de diferentes tipos de cascos. Esta flexibilidad simplifica la construcción y el mantenimiento al tiempo que sacrifica la eficiencia y el confort que se pueden esperar de un producto típico producido en masa. El enfriamiento del motor se realiza mediante un tubo de metal debajo de la placa de rodadura posterior que se utiliza como un intercambiador de calor rudimentario. Luego se acopla al motor utilizando mangueras de goma o de plástico. Luego se usa agua limpia como refrigerante.

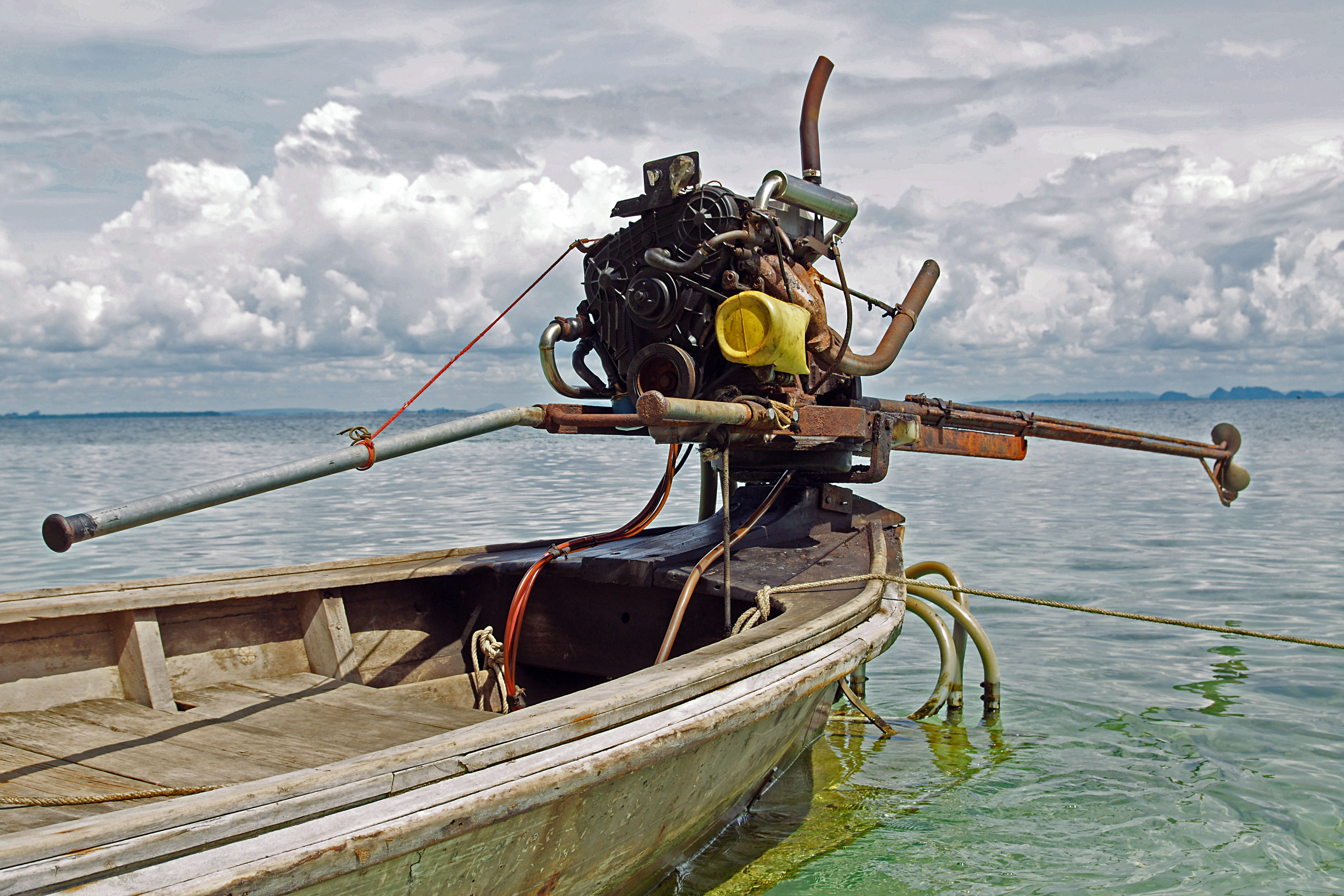
Motor de un bote de cola larga

El control se logra moviendo el motor con una palanca unida al lado interior. Los controles de encendido y aceleración proporcionan medios simples para controlar la nave. Los botes más grandes pueden incluir más de una "cola", con varios operadores pilotando en tándem.
Los botes de cola larga ahora se utilizan a menudo para el transporte de turistas. También hay competiciones con botes de cola larga en algunas provincias de Tailandia.
En 1989, el gobierno tailandés prohibió la tala de bosques naturales. Esto llevó a una escasez de madera utilizada en la fabricación de botes, y requirió que la madera fuera importada de otros países. Con un aumento reciente en el costo de la madera importada, ha habido una disminución drástica en el número de nuevos barcos construidos, lo que ha hecho que el precio de un barco individual se dispare. Debido a eso, algunos navegantes han reemplazado los botes de cola larga por lanchas rápidas, las cuales les ofrecen mayor capacidad de transporte y mayor velocidad.